# 三笠駅 (長野県)
三笠駅（みかさえき）は、かつて長野県北佐久郡軽井沢町にあった草軽電気鉄道の駅（廃駅）である。
開業当初は、精進場川駅と称されたが、程なくして三笠駅に改称された。
旧軽井沢駅から三笠駅までの区間は、北上する三笠通りに沿って西側に鉄路が伸びていたが、廃線後この区間は道路に転用された。現在のこの区間の三笠通りには、道路の中央部にカラマツ並木があるが、この並木の西側、北上する側の一段高くなった道路は、線路跡である。
三笠駅まで三笠通り沿いに北上してきた線路は、この駅から西へ大きく向きを変え、川を渡って、現在の別荘地「三笠パーク」一帯にあたる斜面を登る林間のルートへと入っていた。一方、三笠通りをそのまま北上すると、500メートルほど先の右手に旧三笠ホテルがあり、往時の三笠駅は三笠ホテルの最寄駅であった。

## 隣の駅
草軽電気鉄道
草軽電気鉄道線
旧軽井沢駅 - 三笠駅 - 鶴溜駅